# Atsushi Terui
Atsushi Terui (照井 篤 Terui Atsushi?, Iwate, 19 de julio de 1980) es un exfutbolista japonés. Jugaba de defensa y su último club fue el Vanraure Hachinohe de Japón.

## Trayectoria

### Clubes
| Club               | País  | Año         |
| ------------------ | ----- | ----------- |
| Shonan Bellmare    | Japón | 2003 - 2004 |
| FC Horikoshi       | Japón | 2005        |
| Tochigi SC         | Japón | 2006 - 2008 |
| FC Ganju Iwate     | Japón | 2009        |
| Vanraure Hachinohe | Japón | 2010 - 2012 |